# Park masculin aux Jeux olympiques d'été de 2024
Cet article traite de l'épreuve masculine. Pour la compétition féminine, voir Park féminin aux Jeux olympiques d'été de 2024.
Pour des articles plus généraux, voir Jeux olympiques d'été de 2024 et Skateboard aux Jeux olympiques.
Navigation
Tokyo 2020 Los Angeles 2028
L'épreuve masculine de park en skateboard aux Jeux olympiques d'été de 2024 à Paris a lieu le 7 août 2024, au sein du parc urbain de la Concorde.

## Médaillés
| Or                  | Argent           | Bronze             |
| Keegan Palmer (AUS) | Tom Schaar (USA) | Augusto Akio (BRA) |

## Format de la compétition
Les skateurs disputent un tour de qualification à l'issue duquel les 8 meilleurs se qualifient pour la finale.
Ils effectuent chacun 3 runs et seul le meilleur score est retenu.

## Calendrier
| Date            | Horaire | Manche         |
| --------------- | ------- | -------------- |
| Mercredi 7 août | 12 h 30 | Qualifications |
| Mercredi 7 août | 17 h 30 | Finale         |

## Résultats détaillés
Les huit premiers se qualifient pour la finale (Q).
| Rang | Skateur            | Pays            | Runs  | Runs  | Runs  | Notes |
| Rang | Skateur            | Pays            | 1     | 2     | 3     | Notes |
| ---- | ------------------ | --------------- | ----- | ----- | ----- | ----- |
| 1    | Keegan Palmer      | Australie       | 77,03 | 89,31 | 93,78 | Q     |
| 2    | Tom Schaar         | États-Unis      | 89,05 | 92,05 | 32,70 | Q     |
| 3    | Alex Sorgente      | Italie          | 89,96 | 91,14 | 12,33 | Q     |
| 4    | Tate Carew         | États-Unis      | 77,18 | 90,42 | 16,83 | Q     |
| 5    | Keefer Wilson      | Australie       | 81,70 | 88,60 | 90,10 | Q     |
| 6    | Pedro Barros       | Brésil          | 89,24 | 2,83  | 81,00 | Q     |
| 7    | Luigi Cini         | Brésil          | 89,10 | 29,33 | 12,00 | Q     |
| 8    | Augusto Akio       | Brésil          | 88,79 | 29,33 | 88,98 | Q     |
| 9    | Hampus Winberg     | Suède           | 82,58 | 74,00 | 88,29 |       |
| 10   | Gavin Bottger      | États-Unis      | 20,30 | 86,95 | 60,03 |       |
| 11   | Alessandro Mazzara | Italie          | 56,00 | 83,17 | 2,73  |       |
| 12   | Vincent Matheron   | France          | 82,02 | 18,74 | 8,66  |       |
| 13   | Augusto Thomas     | Portugal        | 3,10  | 81,75 | 2,66  |       |
| 14   | Steven Pineiro     | Porto Rico      | 81,54 | 10,33 | 19,33 |       |
| 15   | Yuro Nagahara      | Japon           | 81,38 | 2,36  | 2,28  |       |
| 16   | Kieran Woolley     | Australie       | 20,85 | 14,93 | 80,04 |       |
| 17   | Tyler Edtmayer     | Allemagne       | 76,49 | 78,20 | 2,43  |       |
| 18   | Andrew Macdonald   | Grande-Bretagne | 72,07 | 76,61 | 77,66 |       |
| 19   | Alain Kortabitarte | Espagne         | 29,38 | 49,21 | 75,46 |       |
| 20   | Danny Leon         | Espagne         | 56,25 | 7,33  | 10,00 |       |
| 21   | Viktor Solmunde    | Danemark        | 42,95 | 42,83 | 36,00 |       |
| 22   | Dallas Oberholzer  | Afrique du Sud  | 7,00  | 19,00 | 33,83 |       |

| Rang                                | Skateur       | Pays       | Runs  | Runs  | Runs  |
| Rang                                | Skateur       | Pays       | 1     | 2     | 3     |
| ----------------------------------- | ------------- | ---------- | ----- | ----- | ----- |
| Médaille d'or, Jeux olympiques      | Keegan Palmer | Australie  | 93,11 | 63,66 | 65,20 |
| Médaille d'argent, Jeux olympiques  | Tom Schaar    | États-Unis | 90,11 | 92,23 | 83,08 |
| Médaille de bronze, Jeux olympiques | Augusto Akio  | Brésil     | 2,66  | 81,34 | 91,85 |
| 4                                   | Pedro Barros  | Brésil     | 22,10 | 86,41 | 91,65 |
| 5                                   | Tate Carew    | États-Unis | 18,06 | 91,17 | 71,46 |
| 6                                   | Alex Sorgente | Italie     | 22,80 | 84,26 | 63,76 |
| 7                                   | Luigi Cini    | Brésil     | 19,70 | 2,36  | 76,89 |
| 8                                   | Keefer Wilson | Australie  | 40,03 | 32,73 | 58,36 |